# 白河本旧事紀
白河本旧事紀（しらかわほんくじき）は、『旧事紀』（くじき）つまり『先代旧事本紀』を基にして作られた『先代旧事本紀大成経』の類書のうち、白川伯王家に伝世したと称する三十巻をいう。『旧事紀白河家三十巻本』、『白河本』ともいう。

## 『旧事紀』との関係
通常『旧事紀』という場合は平安時代初期の成立と見られる『先代旧事本紀』10巻（特に10巻本と呼ばれる）を指す。『先代旧事本紀』（10巻本）は学術的には偽書に分類されているものの、部分的には史料価値を認める意見も有力である。
『先代旧事本紀』（10巻本）を基にして作られた書として、『鷦鷯（ささき、ささぎ、さざき）伝本先代旧事本紀大成経』（31巻本、鷦鷯伝本）、『先代旧事本紀大成経』（72巻本、延宝本）、『白河本旧事紀』（30巻本、白河本）の3種類が知られている。これらは江戸時代に『先代旧事本紀』（10巻本）を基にして作られたと言われている。
『先代旧事本紀大成経』72巻本は伊勢神宮の抗議運動により1681年（天和元年）、江戸幕府から禁書とされ焼却された。その後享保年間に三重松庵が『先代旧事本紀大成経』を30巻にして白河家伝の書いわゆる白河本として発行したとされており、内容もほぼおなじものとなっている。また『鷦鷯伝本先代旧事本紀大成経』（別名『大成経鷦鷯伝』）は72巻本に先んじて1670年（寛文10年）に刊行されたものである。そのためいずれも偽書（古史古伝）とみなされている。

## 関連文献
- 「旧事紀訓解」（三重貞亮）
- 「旧事紀白河家三十巻本・解題」（松下松平）
- 『先代旧事紀大成経（一）鷦鷯本』（東宮孝行解読 新日本研究所 1976年（昭和51年））
- 『鷦鷯伝先代旧事本紀大成経』（宮東斎臣編、先代旧事本紀刊行会、1981年（昭和56年））